# Natriciteres sylvatica
Espèce
Synonymes
- Natriciteres variegata sylvatica
Broadley, 1966

Natriciteres sylvatica est une espèce de serpents de la famille des Natricidae. 

## Répartition
Cette espèce se rencontre dans le sud de la Tanzanie, au Mozambique, au Malawi, dans l'est du Zimbabwe et dans Nord-Est de l'Afrique du Sud.

## Publication originale
- Broadley, 1966 : A review of the genus Natriciteres Loveridge (Serpentes: Colubridae). Arnoldia, vol. 2, no 35, p. 1-11.